# زویکو دیجیتال ئی‌دی ۱۴–۵۴میلی‌متر ۱:۲٫۸–۳٫۵ ۲
زویکو دیجیتال ئی‌دی ۱۴–۵۴میلی‌متر ۱:۲٫۸–۳٫۵ ۲ (به انگلیسی: Zuiko Digital ED 14–54mm 1:2.8–3.5 II) نام لنز دوربین عکاسی از نوع زوم است که توسط شرکت المپوس تولید می‌شود. فاصلهٔ کانونی این لنز ۱۴ تا ۵۴ میلی‌متر و ضریب اف آن اف ۲٫۸ تا اف ۲۲ است. این لنز در ۲۰۰۶ میلادی تولید و عرضه شده‌است.